# Faces of War
Faces of War (abbreviato FoW, in russo В тылу врага 2?, V tylu vraga 2, letteralmente Dietro le linee nemiche 2) è un videogioco tattico in tempo reale creato dagli sviluppatori ucraini di Best Way e ambientato durante l'ultima parte della seconda guerra mondiale, vede coinvolte le forze Alleate, tedesche e sovietiche in tre distinte campagne, ognuna con missioni non collegate tra di loro. Il gioco è un seguito di Soldiers - Heroes of World War II, dal quale prende molte delle caratteristiche.

## Modalità di gioco
La cosa che differenzia FoW dagli altri strategici è che all'inizio di ogni missione avremmo solo un piccolo gruppo di uomini sotto il nostro controllo, mentre gli altri presenti sono gestiti dall'Intelligenza artificiale e si muoveranno di conseguenza indipendentemente. Durante le partite, molto lunghe ed impegnative, si possono ricevere dei rinforzi, ma solo dopo aver completato degli obbiettivi o essere arrivati in punti precisi.
Un'altra caratteristica del gioco è che in Singleplayer nella maggioranza delle missioni i veicoli controllabili dal giocatore sono molto rari, e il compito di completare gli obbiettivi spetta principalmente alla fanteria, armata per poter combattere qualsiasi tipo di veicoli o soldati nemici.
Molto significativo è anche la possibilità di gestire l'inventario dei soldati e dei veicoli simile a giochi come Commandos, sia vivi che morti, trasportando munizioni o kit medici, prendendo armi e oggetti oppure anche mettersi l'elmetto o il capello, che rende il gioco molto più aperto alle scelte del giocatore e migliorandone la giocabilità.
Anche i veicoli e altre armi terrestri (come mitragliatrici fisse, mortai o cannoni) sono molto dettagliati e permettono di scegliere tipi di munizioni (per esempio nei carri e cannoni anticarro ne esistono due tipi: AP (Armor Piercing) cioè proiettili perforanti, da usare contro carri o cingolati pesanti quindi sconsigliati contro la fanteria e HE (High Explosive) cioè altamente esplosive da usare contro veicoli leggeri, fanteria ed edifici, essendo d'esplosivo ad alto potenziale), ma anche di usare l'autista , mitragliere o l'addetto all'arma principale per quanto riguarda i veicoli. FoW è uno dei pochi giochi dove è presente il comando diretto. Grazie a questo uomini e mezzi possono essere gestiti con le normali frecce direzionali e il mouse in questo caso serve solo a muovere la torretta o per girare il cannone, questo si rivela molto prezioso per evitare che le unità si incastrino tra di loro o con gli oggetti presenti nella mappa.
FoW è anche uno dei pochi strategici dove è presente un vero e proprio motore di leggi fisiche che consentano di spostare qualsiasi oggetto con una cannonata o esplosione e anche di radere completamente al suolo gli edifici. Quest'ultima cosa si rivela preziosa quando dentro gli edifici sono presenti soldati nemici particolarmente ostici.
L'elemento tattico di FoW può comunque essere alleggerito selezionando la modalità arcade prima di iniziare una missione, che riduce il realismo ed esalta l'azione piuttosto che gli elementi di gioco tattico.

### Singleplayer
Come già detto la sezione in singolo di Faces of War è articolata su tre campagne sul fronte occidentale e Orientale della seconda guerra mondiale nel periodo che va dal 1944 al 1945. Prima dell'inizio di ognuna di queste campagne c'è un addestramento che spiega le meccaniche e i comandi di gioco delle unità di fanteria e un altro che mostra come utilizzare carri armati e cannoni anticarro. Dentro le campagne si avranno agli ordini gli uomini di una determinata nazione che sono Alleati, tedeschi e sovietici. Le missioni non sono collegate tra di loro e non sono presentate in modo cronologico.

### Multiplayer
La parte Multiplayer riveste un ruolo molto importante in Faces of War grazie alle sue sei modalità di gioco, che sono:
- Zone di scontro: dai due ai quattro giocatori si scontrano in una mappa, dentro la quale ci sono delle bandiere da conquistare. Più le bandiere della propria squadra rimarranno sventolanti più punti si guadagneranno;
- Caccia ai polli: in questa originale modalità i giocatori si dovranno sfidare in una fattoria dove sono presenti delle galline. L'obiettivo è quello di catturare quante più galline si può e trasportarle nel proprio camion;
- Combattimento: simile alla modalità Zone di scontro solo che non ci saranno bandiere da conquistare ma soltanto nemici da uccidere. Il punteggio sale ogni volta che un'unità del giocatore avversario verrà distrutta;
- Combattimento FFA (Free For All): combattimento tutti-contro-tutti. Qui non ci saranno alleati su cui contare ma soltanto bravura personale. Si guadagnano punti distruggendo le unità del nemico;
- Cooperativa: si tratta delle stesse missioni del gioco in Singolo, solo che qui due o più giocatori si aiuteranno per completare la missione e sconfiggere il nemico gestito dall'IA;
- Prima linea: in questa modalità una squadra attaccherà e l'altra invece dovrà difendere la bandiera. Quando questa viene conquistata il fronte si sposta più all'interno fino ad arrivare all'ultima bandiera. Vince chi prende tutte le bandiere prima della fine del tempo.

### Mezzi presenti
All'interno del gioco sarà possibile utilizzare una vasta gamma di veicoli tedeschi, alleati e sovietici: jeep, motociclette, cannoni, semicingolati, barche, aerei e carri armati di vario tipo.
 Germania
Utilizzabili sul multiplayer, nel singolo sono presenti in numero maggiore.
- Sgrw 42 (mortaio)
- Pak 40 75mm
- 15 cm sFH 18
- Opel Blitz (Camion)
- BMW r12
- Sd.Kfz. 234 "Puma"
- Sd.Kfz. 251
- Panzer III Sapper (cerca mine)
- Panzer II Luchs
- Flakpanzer IV Wirbelwind
- Panzer III Ausf. N
- Panzer IV(D)
- Panzer V Panther
- Panzer VI Tiger I
- Panzer VI Königstiger
- Stug IV Ausf.G
- Jagdpanzer VI Jagdtiger
- Hummel
- Panzerwerfer

 Unione Sovietica
- BM-37 (mortaio)
- ZiS-5 (camion)
- ZiS-3 76mm
- D1 152mm
- M-72
- BA-11
- SU-76
- M2 (semicingolato), accordo Lend-Lease)
- T-34 Sapper (cerca mine)
- BT-7A
- T-34
- T-34/85
- IS-2
- KV-85
- SU-85
- ISU-152
- ZiS-6 Katyusha

  Alleati
Stati Uniti e Impero britannico.
- M1 (mortaio)
- M5 76mm
- BL 6 inch 26 cwt howitzer
- Howitzer M114 155mm
- GMC CCKW-353 (camion)
- Willys MB
- M8 Greyhound
- M3 Half-track
- M4A1 Crab (cerca mine)
- M8 Scott
- Crusader AAII
- M7 Priest
- M4A4 Sherman
- Mk VIII Cromwell
- M4A4 VC Firefly
- M26 Pershing
- M36 Jackson
- A39 Turtle
- M4A3 Calliope

## Men of War
È stato pubblicato un seguito di Faces of War, Men of War, che è uscito nel primo trimestre del 2009. Il gioco è ambientato in Europa e per la prima volta in Africa Settentrionale attraverso diciannove missioni divise in tre campagne, dove il giocatore guiderà i soldati Alleati, tedeschi e sovietici. Quest'ultima vedrà coinvolti due soldati, Smirnov e Kuznetzov, che diventeranno dei fratelli in armi. Il gioco ha portato alcune novità in confronto col predecessore:
- Più di 50 nuove unità per il Multiplayer;
- Maggiore realismo nelle armi e nei veicoli;
- Una graduatoria e delle statistiche per il giocatore nel Multiplayer;
- Una nuova nazione in Multiplayer, il Giappone;
- Interfaccia completamente personalizzabile;
- Nuove mappe multiplayer e due nuove modalità di gioco.